# 繁阳
繁阳，中国战国县名，故城在今河南内黄县东北。
战国魏县，前245年入赵。《史记·赵世家》载：孝成王二十一年（前245）“孝成王卒。廉颇将，攻繁阳，取之。”《史记集解》引徐广曰:“在顿丘。”《史记正义》引《括地志》云:“繁阳故城在相州内黄县东北二十七里。应劭云‘繁水之北，故曰繁阳也’。”战国魏兵器有“十三年繁阳令”戈，铭文：“十三年泛（繁）阳命（令），□戏（戈内），币（工师）北宫□，治黄。”。后秦汉因之。《汉书·地理志》魏郡下有繁阳县。